# Aerion SBJ

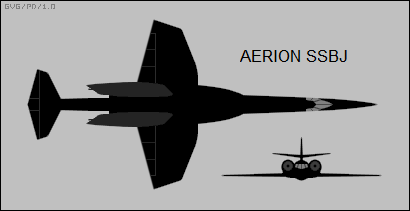
Silhouette projetée.

L'Aerion SBJ est un projet d'avion supersonique lancé en 2007 par Aerion, une entreprise aérospatiale américaine basée à Reno, dans le Nevada. Il devrait voler à Mach 1,6 et transporter 11 passagers. En 2010, Aerion affirmait avoir reçu 50 commandes (intentions d'achats), mais l'Aerion n'est pas encore lancé. Son entrée en service devait avoir lieu dans les années 2020. Il devait succéder au seul supersonique civil, le Concorde. En 2014, le projet Aerion AS2, plus grand, basé sur le SBJ est présenté.

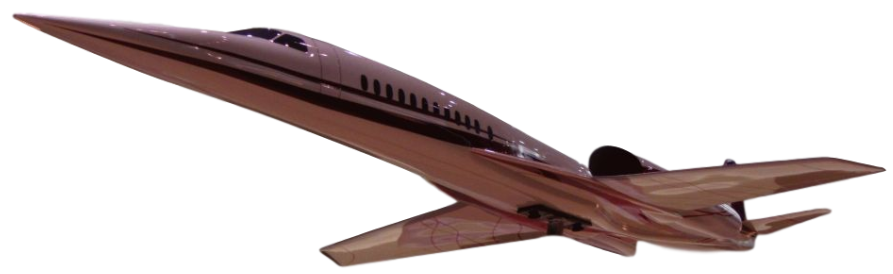
Un dessin d'artiste en 2014.

Faute de financement suffisant, la société développant le projet cesse ses activités en mai 2021. Le projet ne verra donc jamais le jour,.